# (24301) Gural
(24301) Gural est un astéroïde de la ceinture principale.

## Description
(24301) Gural est un astéroïde de la ceinture principale. Il fut découvert le 4 décembre 1999 à la station Anderson Mesa par le programme LONEOS. Il présente une orbite caractérisée par un demi-grand axe de 2,72 UA, une excentricité de 0,11 et une inclinaison de 6,3° par rapport à l'écliptique.

## Compléments